# Ато (Сполето)
Ато (Atto, Hatto, † 663) е херцог (dux) на лангобардското Херцогство Сполето през 653- 663 г.

## Биография
Той е последик на Теоделап (602 – 650). За произхода и управлението му няма сведения. След неговата смърт крал Гримоалд I поставя своя зет Тразимунд I за херцог на Сполето.